# グルパ・アゾティ・チェミック・ポリツェ
グルパ アゾティ チェミック ポリツェ（Grupa Azoty Chemik Police）は、ポーランドのポリツェを本拠地として活動する女子バレーボールチームである。グルパ アゾティをメインメーカーとする。2024/25シーズンはポーランド女子バレーボールリーグ1部に所属する。

## 歴史
1988年設立。1991年、ポーランド1部リーグに昇格。1991/92シーズン終了後に降格したが、翌シーズンのポーランドカップで優勝し、1部リーグの昇格を果たす。1993/94、1994/95シーズンのポーランドリーグでは2連覇を果たした。その後、メインスポンサーを失い、1部リーグから降格してしまいPSPS Chemik Policeとして活動。2013年、ポーランドの大手化学工業会社であるグルパ アゾティがメインスポンサーとしてクラブに投資し、2013/14シーズンからは再びポーランド1部リーグへ昇格。ポーランド代表の主力や欧州各国から有力選手を獲得すると、2017/18シーズンにかけてのポーランドタウロンリーガで5連覇、2015年の欧州チャンピオンズリーグで4位を果たし、強豪クラブとしての地位を築いた。2020/21シーズンにはポーランドタウロンリーガで4シーズンぶりに優勝すると、欧州チャンピオンズリーグでは5位となった。2021/22シーズンのポーランドリーグでは2連覇を達成した。2022/23シーズンはポーランドカップで2年ぶりの優勝したが、タウロンリーガは5位に終わった。2023/24シーズンはタウロンリーガではレギュラーラウンドを20勝2敗で首位で通過すると、クォーターファイナルでEnerga MKS Kaliszを、セミファイナルでPGE Grot Budowlani Łódźに勝利し決勝へ進出。ファイナルではKSディヴェロプレス・ジェシュフに3戦2勝1敗で2年ぶりに優勝を果たした。

## 主な成績
タウロンリーガ
- 優勝 - 1993/94、1994/95、2013/14、2014/15、2015/16、2016/17、2017/18、2020/21、2021/22、2023/24シーズン

ポーランドカップ
- 優勝 2013/14、2015/16、2016/17、2018/19、2019/20、2020/21、2022/23シーズン

 欧州チャンピオンズリーグ
- 4位 - 2014/15シーズン

## 登録選手
2024/25シーズンの登録選手は次の通り。
| 背番号 | 選手名                  | ポジション           | 身長（メートル） |
| ------ | ----------------------- | -------------------- | ---------------- |
| 1      | Eliza Ropela-Puzdrowska | リベロ               | 1.68             |
| 2      | マルティナ・グライベル  | アウトサイドヒッター | 1.80             |
| 7      | Diana Dąbrowska         | セッター             | 1.84             |
| 8      | Agata Nowak             | リベロ               | 1.75             |
| 10     | Elena Baić              | セッター             | 1.80             |
| 11     | Magdalena Ociepa        | ミドルブロッカー     | 1.84             |
| 12     | Ewa Kwiatkowska         | ミドルブロッカー     | 1.81             |
| 13     | Dominika Pierzchała     | ミドルブロッカー     | 1.90             |
| 17     | Anna Fiedorowicz        | アウトサイドヒッター | 1.79             |
| 18     | Julia Hewelt            | オポジット           | 1.84             |
| 23     | Viktoriia Lokhmanchuk   | オポジット           | 1.94             |

## 主な歴代所属選手
| - マグダレナ・シリバ - マリア・リクトラス - ヨアンナ・ミレツ - マウゴジャータ・グリンカ - アレクサンドラ・ヤゲーロ - イザベラ・ベルチク - カタジナ・ガイガウ - マリオラ・ゼニク - アンナ・ヴェルブリンスカ - アガタ・サビツカ - イザベラ・コバリンスカ - アニエスカ・ベドナレク - パウリナ・マイ - ベレニカ・トムシャ - カタジナ・ザロスリンスカ - ヨアンナ・ボロシュ - ナタリア・メンジク - アグニェシュカ・コルネルク - イガ・ワシレフスカ | - マルヴィナ・スマジェク - マリア・ステンゼル - マルティナ・ウカシク - マグダレナ・スティシャク - マルティナ・チルニアンスカ - マーヤ・オグニェノビッチ - ヨバナ・ブラコチェビッチ - ステファナ・ベリコビッチ - エレーナ・ブラゴエビッチ - サーニャ・マラグルスキ - アナ・ビエリツァ - ビアンカ・ブシャ - スラジャナ・ミルコビッチ - ボヤナ・ミレンコビッチ - ジョゼファ・ファビオラ・ソウザ - ナイアネ・リオス - ブルーナ・オノリオ - チアカ・オグボグ - ダニエル・ドルーズ | - 丁霞 - ヨンカイラ・ペーニャ - サリハ・シャヒン - ルツィエ・ミュールシュタイノバ - エレナ・ハベルコバ - ストラーシミラ・フィリポヴァ - Kristina Yordanska - ドミニカ・ソボルスカ＝タラソバ - イリーナ・トゥルシュキナ - ジゼル・シルバ - ウィルマ・サラス - シニアード・ジャック - マデライネ・モンターニョ - サーニャ・ポポビッチ - オルガ・ストランツァリ - マレト・バルケステイン＝フロットヒュース - インディ・バイエンス - エリザベート・イネ＝ヴァルガ |